# 2 Legia
2 Legia – polska formacja wojskowa w służbie francuskiej.
Wiosną 1797 roku Bonaparte podjął decyzję o reorganizacji Legionów Polskich. Decyzję przyjął do wykonania Centralny Komitet Wojskowy przy Administracji Lombardii. Zgodnie z tym planem powstać miały dwa legiony polskie po trzy bataliony.

## Struktura organizacyjna
Dowództwo
dowódca:
gen. Franciszek Ksawery Rymkiewicz (od 31 VIII 1798 zastępstwo sprawował Jan Strzałkowski)
gen.Wielhorski
gen. Kosiński
Ludwik Dembowski
major – Józef Chamand
adiutant  – Józef Gabriel Biernacki
- I batalion (Mantua) – Ludwik Dembowski
- II batalion (Fort Urbino) – Józef Chamand; od 31 VIII 1797 – Lipczyński
- III batalion (Mediolan) – Józef Niemojewski; od 17 IX 1797 – Tomasz Zagórski

## Mundury oddziałów Legii
Mundur stanowiły polskie granatowe kurtki i spodnie. Ozdoby posiadały kolory lombardzkie: druga legia miała mieć  zielone wyłogi, białe kołnierze i czerwone klapy. Nie zostało to jednak zaakceptowane przez Dąbrowskiego i ostatecznie legioniści nosili: "kurtkę, pantalony i czapkę; szarfę, dragonki i kordony oficerskie srebrne, przerabiane karmazynowym jedwabiem". Podstawowym kolorem munduru pozostał granatowy. Bataliony różniły się barwą ozdób oraz guzików wzorowane na barwach regimentów Rzeczypospolitej.
- I batalion 2 Legii nosił czarne wyłogi i srebrne guziki, co było odwołaniem się do 8 regimentu pieszego litewskiego im. Radziwiłłów[3].
- II batalion – wzorem 16 regimentu pieszego koronnego, wyłogi niebieskie z czerwoną wypustką i srebrnymi guzikami[3].
- III batalion, podobnie jak 2 regiment pieszy koronny szefostwa Wodzickiego lub 3 regiment pieszy koronny, nosił czerwone i srebrne guziki[3].